# Zvijugana majavka
Zvijugana majavka (znanstveno ime Naematelia encephala) je gliva iz rodu majavk (Naematelia). Prej je bila znana pod imenom zvijugana drhtavka (Tremella encephala), a so s pomočjo analize DNK prerazporedili iz rodu v rod Naematelia, ki pripada družini Naemateliaceae.

## Značilnosti
Goba je nepravilno kroglaste oblike z nagubano površino, ki spominja na možgane. V premeru ima od 0,5 do 3 cm. Barva sega od svetlo rožnate do rjavkasto rožnate. Je bočno pritrjena na podlago in je želatinaste konsistence. V notranjosti ima trdo jedro, ki je ostanek gostitelja, ki ga je majavka popolnoma ovila.

## Razširjenost in življenjski prostor
Je široko razširjena po celotni severni polobli.
Je zajedalska gliva, ki parazitira glivo krvavečo slojevko, ki raste na lesu iglavcev. Ta parazitizem je šele leta 1961 odkril ameriški mikolog Robert Bandoni, ki je ugotovil, da je beli, notranji del gobe sestavljen iz spremenjenega micelija gostiteljske glive.

## Mikroskopske značilnosti
Trosni odtis je bele barve. Trosi so jajčasti, skoraj okrogli, s kalilno izboklino, gladki, in merijo 7,5–13 x 6–9 μm.

## Podobne vrste
- zlata majavka (Naematelia aurantia) je rumene barve in zajeda dlakavo slojevko (Stereum hirsutum)
- rumena drhtavka (Tremella mesenterica) je rumene barve in zajeda glive iz rodu opnovk (Peniophora)
- beloblazinasta zamazanka (Exidia thuretiana) je bolj svetla in v celoti želatinasta

## Uporabnost
Neužitna.

## Galerija slik
- zvijugana majavka na
krvaveči slojevki
- prerez
- trosi